# Michael Harty (Politiker)

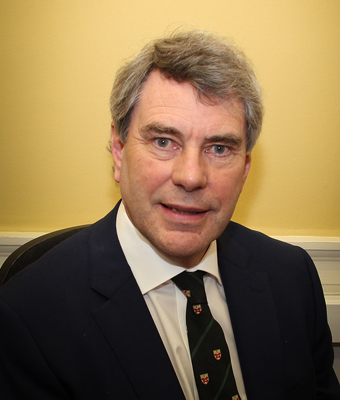
Michael Harty

Michael Harty (* 7. April 1955 in Limerick, Irland) ist ein irischer Arzt und Politiker und war von 2016 bis 2020 Teachta Dála im Unterhaus des irischen Parlaments.

## Leben
Harty ist ausgebildeter Allgemeinmediziner und praktizierte als Arzt in Kilmihil im County Clare. Er führte die Kampagne No Doctor No Village an, die gegen die sinkenden Einkommen von Allgemeinmedizinern, insbesondere in den ländlichen Gebieten, protestierte.
Bei den Wahlen 2016 trat er im Wahlkreis Clare an und wurde als unabhängiger Kandidat gewählt. 2020 trat er nicht mehr an.
Er war Teil der Gruppe der Unabhängigen, die eine Gruppe (Rural Group of Independents) im Dáil Éireann bildeten.